# Powiat Rawicki
Der Powiat Rawicki ist ein Powiat (Kreis) in der polnischen Woiwodschaft Großpolen. Der Powiat hat eine Fläche von 553,23 km², auf der etwa 60.300 Einwohner leben. Die Bevölkerungsdichte beträgt 109 Einwohner/km² (2019). Der Powiat umfasst fünf Gemeinden mit vier Städten.

## Gemeinden
Der Powiat hat fünf Gemeinden, davon vier Stadt-und-Land-Gemeinden und eine Landgemeinde.

### Stadt-und-Land-Gemeinden
- Bojanowo (Bojanowo)
- Jutrosin (Jutroschin)
- Miejska Górka (Görchen)
- Rawicz (Rawitsch)

### Landgemeinde
- Pakosław (Pakoslaw)